# Philip Yang
Philip Yang (São Paulo, 3 de outubro de 1962) é um empreendedor e ativista urbano brasileiro, fundador do URBEM (Instituto de Urbanismo e Estudos para a Metrópole). De ascendência chinesa, foi diplomata de carreira do serviço exterior brasileiro entre 1992 e 2002 e é articulista regular nos jornais Folha de S.Paulo, Valor Econômico, O Estado de S. Paulo e Nexo, em temas associados a planejamento urbano e política externa.

## Educação
Formou-se mestre em Administração Pública pela Kennedy School of Government da Universidade Harvard em 2001 e diplomata no Instituto Rio Branco, em 1992, e no Institut des Hautes Études Internationales (Genebra), em 1994. Graduou-se em Música na Escola de Comunicações e Artes da Universidade de São Paulo (1982-1985) e prosseguiu seus estudos musicais na Academia Franz Liszt de Budapest (1986-1988).

## Carreira
Como diplomata, serviu nas Embaixadas do Brasil em Beijing e Washington, e desligou-se em 2002 do serviço público para empreender no setor de energia. Em 2011, funda o URBEM - Instituto de Urbanismo e Estudos para a Metrópole, um “do-tank”, um centro de ação, que busca promover projetos de impacto urbano na metrópole de São Paulo e em outras cidades. O propósito do URBEM, de acordo com seu site oficial, é a estruturação de projetos que possam municiar o poder público, o setor privado e a sociedade civil com propostas que gerem um tecido urbano mais justo, mais funcional e mais belo.
Desde então, tornou-se um ativista em favor de cidades melhores e referência do pensamento urbano brasileiro, tendo protagonizado debates e entrevistas em plataformas de grande alcance, e citado por veículos especializados do Brasil e do exterior pelo seu trabalho voltado para a convergência entre forças de governo, do mercado e da sociedade.